# Шуленбург, Мелюзина фон дер
Э́ренгард Мелюзи́на фон дер Шу́ленбург (нем. Ehrengard Melusine von der Schulenburg, с 1715 графиня фон дер Шуленбург; 25 декабря 1667, Эмден — 10 мая 1743, Лондон) — любовница курфюрста Брауншвейг-Люнебурга и короля Великобритании Георга I, герцогиня Манстер, маркиза и графиня Данганнон и баронесса Дандолк с 1716 года, герцогиня Кендал, графиня Февершем и баронесса Гластонберри с 1719 года, княгиня Эберштейн с 1722 года

## Биография
Мелюзина происходила из древнего дворянского рода Шуленбургов и была дочерью Густава Адольфа фон дер Шуленбурга. Старшие братья Мелюзины — фельдмаршал Маттиас Иоганн фон дер Шуленбург и генерал Даниэль Бодо фон дер Шуленбург.
С 1690 года Мелюзина служила придворной дамой матери Георга Софии Пфальцской. В 1691 году Мелюзина стала любовницей принца, женатого на своей кузине Софии Доротее Брауншвейг-Люнебургской. В 1694 году Георг развёлся со своей супругой. В 1714 году герцог Георг стал королём Великобритании. Мелюзина поехала вслед за ним в Англию. В 1723 году император Карл VI присвоил Мелюзине фон дер Шуленбург титул княгини фон Эберштейн.

## Потомки
У Георга I от Мелюзины фон дер Шуленбург было три дочери:
- Анна Луиза (1692—1773), с 1722 года — графиня фон Делиц, супруга Эрнста Августа фон дем Бусше-Иппенбурга.
- Петронелла Мелюзина (1693—1778), супруга 4-го графа Честерфилда.
- Маргарита Гертруда (1701—1728), супруга графа Альбрехта Вольфганга Шаумбург-Липпского.